# Mahala (Osmaci)
Pour les articles homonymes, voir Mahala.
Mahala (en cyrillique serbe : Махала) est un village de Bosnie-Herzégovine. Il est situé dans la municipalité d'Osmaci et dans la république serbe de Bosnie. Selon les premiers résultats du recensement bosnien de 2013, il compte 630 habitants.

## Démographie

### Évolution historique de la population dans la localité
| 1948 | 1953 | 1961 | 1971 | 1981 | 1991 | 2013 |
| ---- | ---- | ---- | ---- | ---- | ---- | ---- |
| -    | -    | 352  | 401  | 513  | 526  | 630  |

|  |

### Communauté locale
En 1991, la communauté locale de Mahala comptait 1 296 habitants, répartis de la manière suivante :